# (6109) Balseiro
(6109) Balseiro es un asteroide perteneciente al cinturón de asteroides, región del sistema solar que se encuentra entre las órbitas de Marte y Júpiter, más concretamente a la familia de Vesta, descubierto el 29 de agosto de 1975 por el equipo del Observatorio Félix Aguilar desde el Complejo Astronómico El Leoncito, San Juan, Argentina.

## Designación y nombre
Designado provisionalmente como 1975 QC. Fue nombrado Balseiro en homenaje a José Antonio Balseiro, figura clave en el desarrollo de la física nuclear en Argentina. Desde 1954 hasta su muerte, fue miembro del Comité Nacional de Energía Atómica. En 1955 se convirtió en el primer director del prestigioso Instituto de Física de Bariloche.

## Características orbitales
Balseiro está situado a una distancia media del Sol de 2,348 ua, pudiendo alejarse hasta 2,671 ua y acercarse hasta 2,024 ua. Su excentricidad es 0,137 y la inclinación orbital 6,838 grados. Emplea 1314,28 días en completar una órbita alrededor del Sol.

## Características físicas
La magnitud absoluta de Balseiro es 13,6. Tiene 4,58 km de diámetro y su albedo se estima en 0,403. 